# Quid est veritas?
 (août 2024).
La mise en forme du texte ne suit pas les recommandations de Wikipédia : il faut le « wikifier ».
Les points d'amélioration suivants sont les cas les plus fréquents :
- Les titres sont pré-formatés par le logiciel. Ils ne sont ni en capitales, ni en gras.
- Le texte ne doit pas être écrit en capitales (les noms de famille non plus), ni en gras, ni en italique, ni en « petit »…
- Le gras n'est utilisé que pour surligner le titre de l'article dans l'introduction, une seule fois.
- L'italique est rarement utilisé : mots en langue étrangère, titres d'œuvres, noms de bateaux, etc.
- Les citations ne sont pas en italique mais en corps de texte normal. Elles sont entourées par des guillemets français : « et ».
- Les listes à puces sont à éviter, des paragraphes rédigés étant largement préférés. Les tableaux sont à réserver à la présentation de données structurées (résultats, etc.).
- Les appels de note de bas de page (petits chiffres en exposant, introduits par l'outil «  Source ») sont à placer entre la fin de phrase et le point final[comme ça].
- Les liens internes (vers d'autres articles de Wikipédia) sont à choisir avec parcimonie. Créez des liens vers des articles approfondissant le sujet. Les termes génériques sans rapport avec le sujet sont à éviter, ainsi que les répétitions de liens vers un même terme.
- Les liens externes sont à placer uniquement dans une section « Liens externes », à la fin de l'article. Ces liens sont à choisir avec parcimonie suivant les règles définies. Si un lien sert de source à l'article, son insertion dans le texte est à faire par les notes de bas de page.
- La présentation des références doit suivre les conventions bibliographiques. Il est recommandé d'utiliser les modèles {{Ouvrage}}, {{Chapitre}}, {{Article}}, {{Lien web}} et/ou {{Bibliographie}}. Le mode d'édition visuel peut mettre en forme automatiquement les références.
- Insérer une infobox (cadre d'informations à droite) n'est pas obligatoire pour parachever la mise en page.

Pour une aide détaillée, merci de consulter Aide:Wikification.
Si vous pensez que ces points ont été résolus, vous pouvez retirer ce bandeau et améliorer la mise en forme d'un autre article.
Pour les articles homonymes, voir Veritas.
En latin, la locution Quid est veritas?, traduite littéralement, signifie « Qu'est-ce que la vérité ? ». Elle se trouve dans l'Évangile selon Jean (18,38) et est prononcée par Ponce Pilate lors de son interrogatoire de Jésus durant le jugement de Pilate. Dans ce passage, Pilate répond à la déclaration de Jésus selon laquelle il est venu dans le monde pour « rendre témoignage à la vérité ». Après cela, Pilate proclame aux masses qu'il ne trouve aucune culpabilité en Jésus,.
Dans un court texte, parfois inséré à tort dans des éditions du Dictionnaire philosophique, Voltaire (après avoir traduit curieusement la question par la formule " Qu'est-ce que vérité ? ") s'est diverti à écrire qu'il est regrettable que Pilate, qui avait en face de lui le fils de Dieu, soit rentré dans son palais sans attendre que Jésus réponde à sa question. "Nous saurions ce qu'est la vérité " regrette-t-il avec humour.

## Description

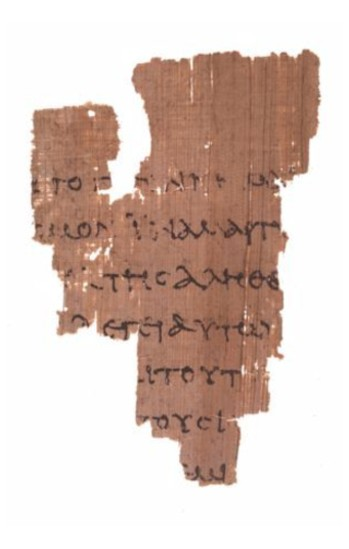
Papyrus P52 avec Jean 18:37-38

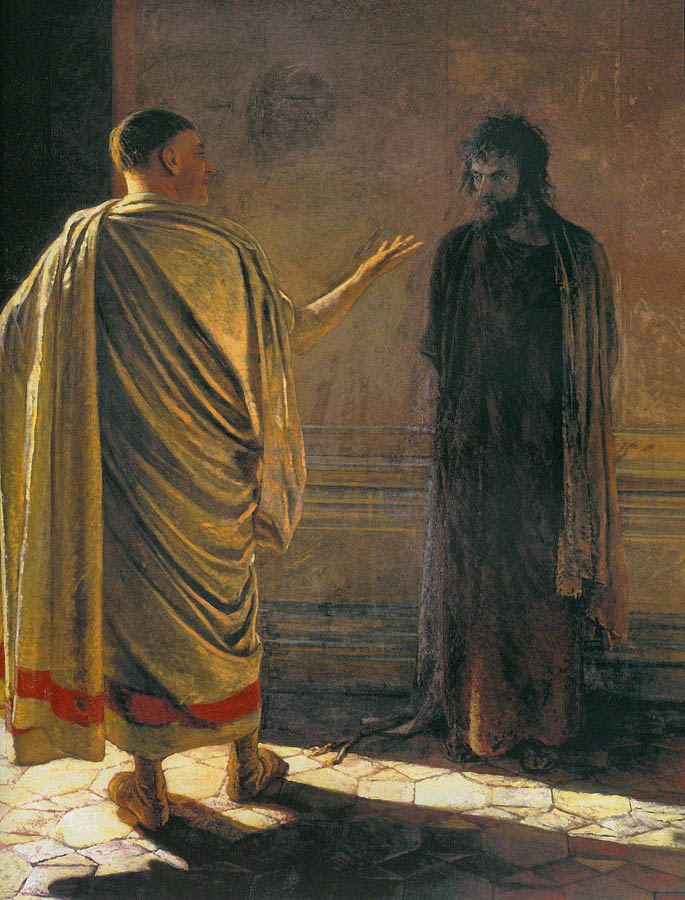
Nikolaï Gay "Christ et Pilatus" (Quid est veritas?), 1890

Le passage, en langue grecque, est attesté dans le Papyrus P52, datant de la première moitié du IIe siècle. Le sens de la question a fait l'objet de débats parmi les spécialistes du testament, qui ne sont cependant pas parvenus à des conclusions solides. La question de Pilate pourrait être considérée comme une moquerie, si le procès est considéré comme une farce, ou elle pourrait signifie que la vérité est difficile à déterminer.

## Analyse
L'intention exacte de Pilate a fait l'objet de débats parmi les érudits, sans qu'aucune conclusion définitive ne soit tirée. Sa déclaration a peut-être été faite en plaisantant que le procès était une parodie, ou il a peut-être sincèrement voulu réfléchir sur la position philosophique selon laquelle la vérité est difficile à déterminer. Le mot grec rendu par « vérité » dans les traductions anglaises est « aletheia », qui signifie littéralement « non dissimulé » et évoque la sincérité en plus de la factualité et de la réalité ; alors que l'utilisation du terme par Jésus semble indiquer une connaissance absolue et révélée.
Ce verset reflète la tradition chrétienne de « l'innocence de Jésus » dans le jugement de Pilate. L'innocence de Jésus est importante dans l'Évangile de Jean, étant donné qu'il met l'accent sur Jésus comme l'Agneau de Dieu.
En plus de l'innocence de Jésus, ce verset reflète également le rejet de la vérité de Dieu : Jésus, le témoin de la vérité, a été rejeté, ignoré et condamné.

## Anagramme
Cette phrase constitue un anagramme qui est la réponse à la question de Pilate, « Quid est veritas ? » (Qu'est-ce que la vérité ?) en « Est vir qui adest » (c'est l'homme qui est ici).